# Glycyphana fulvistemma
Glycyphana fulvistemma es una especie de escarabajo del género Glycyphana, familia Scarabaeidae. Fue descrita científicamente por Motschulsky en 1860.
Se distribuye por la región paleártica. Mide aproximadamente 12,3 milímetros de longitud. Es marrón oscuro a negro en la parte del dorso, con algunas manchas blancas en el pronoto. Además posee marcas moteadas que sirven para diferenciarse de otras especies similares.

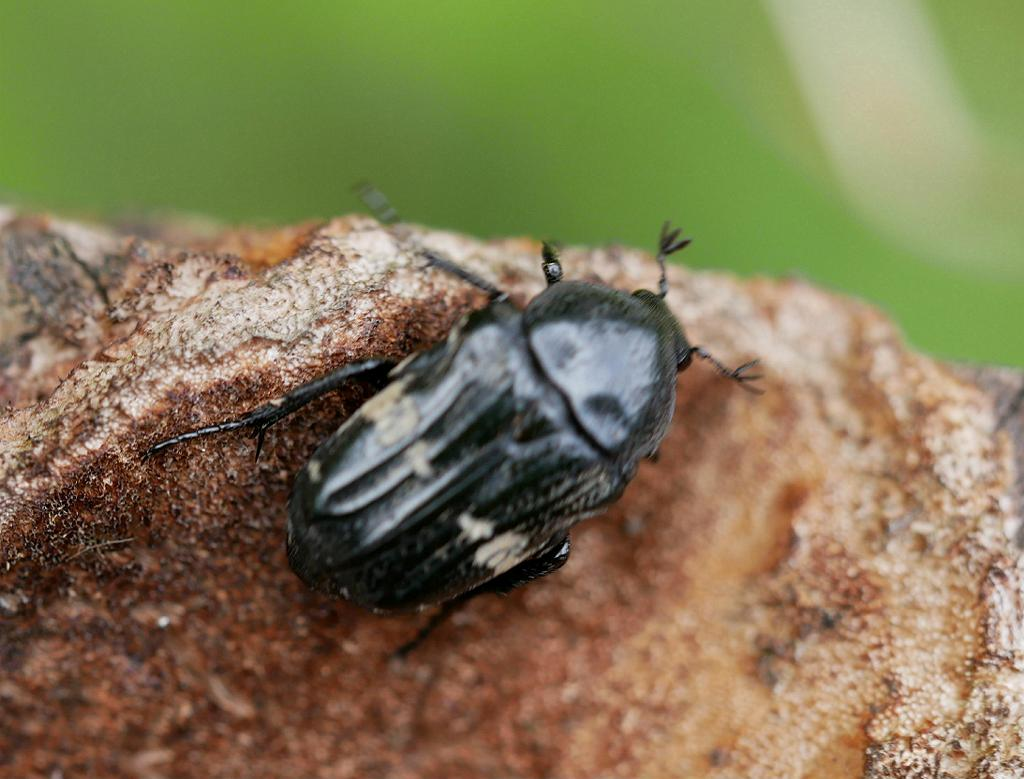
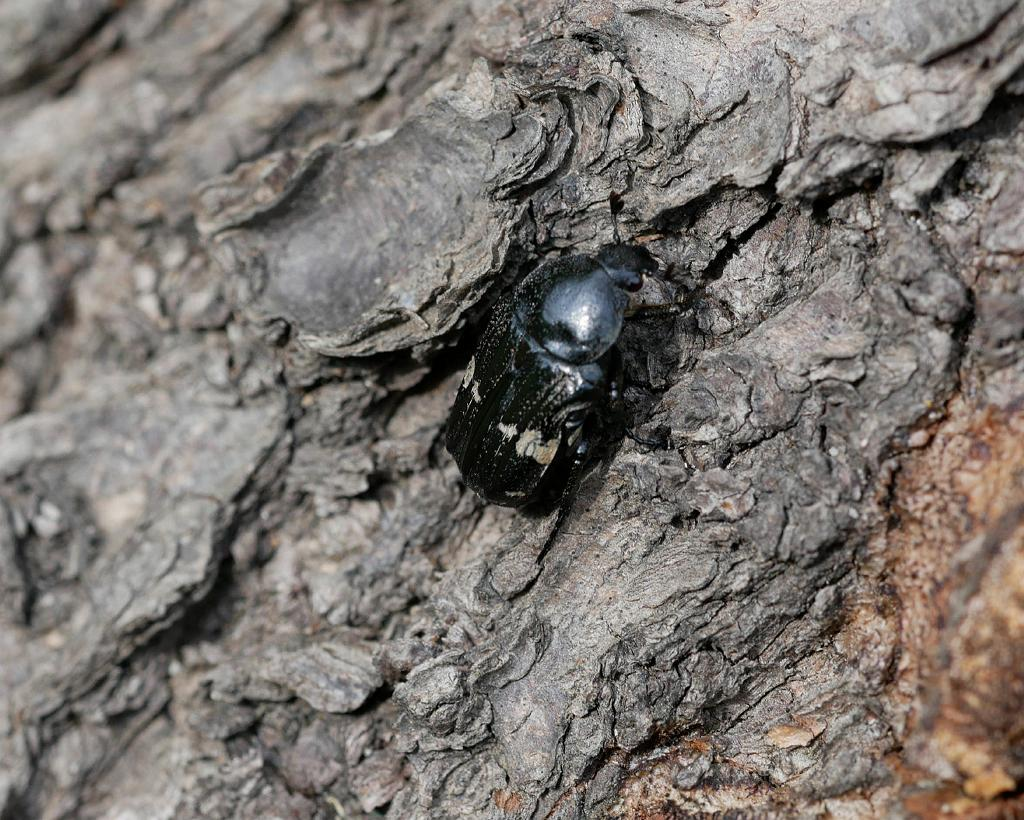